# جامعة دوبيوك
جامعة دوبيوك University of Dubuque هي جامعة مشيخية خاصة في دوبيوك في ولاية آيوا الأمريكية. ويدرس بالجامعة حوالي 2200 طالب.